# Konrad Fiedler
Konrad Fiedler (Oederan, 23 de septiembre de 1841 - Múnich, 3 de junio de 1895) fue un teórico del arte alemán.
Estudió derecho, para renunciar posteriormente a su carrera, iniciando una serie de viajes por Europa y Oriente Medio. Desde entonces se dedicó a la crítica de arte, intentando construir una teoría específica del arte figurativo que fuese independiente de las afirmaciones de tipo valorativo y epistemológico de parte de otras disciplinas, como la estética, la historia del arte, la iconografía y la antropología. 
Frente al arte como comunicación propuso su teoría de la “pura visibilidad ”, en que el significado del arte estriba en la forma: el arte se basa en el desarrollo de la experiencia perceptiva, independientemente del contenido literario que pueda representar. 
Fiedler era seguidor de la teoría formalista de Heinrich Wölfflin, que aplicó al arte criterios científicos, como el estudio psicológico o el método comparativo, y definía los estilos por las diferencias estructurales inherentes a los mismos, otorgando al arte una autonomía alejada de cualquier consideración filosófica. 
Entre sus obras destacan Para enjuiciar obras de arte visual (Über die Beurteilung von Werken der bildenden Kunst, 1876), Sobre el origen de la actividad artística (Über den Ursprung der künstlerischen Tätigkeit, 1887) y Hans von Marées (1889).